# Jared Turner
Jared Turner, (New Plymouth, 12 de abril de 1978)  é um ator neozelandês, conhecido por Ty, na série The Almighty Johnsons.

## Ligações Externas
- Jared Turner. no IMDb.
- Jared Turner no X
- Jared Turner no Instagram